# Конроте, Хиохи Коноуси
Хиохи Коноуси Конроте (фидж. Jioji Konousi Konrote, более известный как Джордже Конроте) — отставной генерал-майор вооружённых сил Фиджи и бывший дипломат. С мая по декабрь 2006 года он был министром фиджийского кабинета. Президент Фиджи (2015—2021).

## Биография
Родился на острове Ротума в 1947 году, старший из девяти детей в семье Муа и Конроте.
Учился в средней школе «Натабуа» в Лаутоке. Его пребывание в школе описано в романе писателя Петера Томсона «Kava in the Blood», получившем национальную премию Фиджи.
Карьеру солдата, майор-генерал Конроте начал в ВСРФ в 1966 году. Проходил военное обучение в Новой Зеландии и Австралии, где учится в таких учреждениях, как австралийский колледж оборонных и стратегических исследований, в Академии сил обороны Австралии в Канберре. Также учился в институте государственного управления им. Джона Ф. Кеннеди при Гарвардском университете в 2000 году.
Занимал ряд штабных и командных должностей на Фиджи и был прикомандирован к новозеландской армии, а также к британским вооруженным силам в Гонконге. До его назначения в ЮНИФИЛ Конроте был начальником штаба и заместителем командующего войсками Республики Фиджи.
В ЮНИФИЛ он командовал фиджийской ротой в 1978 и 1980-81 годах, был старшим сотрудником отдела планирования главного штаба ЮНИФИЛ в 1983-84 годах, командиром батальона фиджийской миссии ЮНИФИЛ в 1986-87 годах, впоследствии был назначен заместителем командующего Силами ЮНИФИЛ (1990-91), и, наконец, помощником генерального секретяря ООН и командующим силами ООН в Ливане (ЮНИФИЛ).
В этой должности он сменил 1 октября 1997 года поляка Станислава Францишека Возняка, бывшего командующим с апреля 1995 года.
С 2001 по 2006 Конроте служил Верховным комиссаром Фиджи в Австралии, занимая должность эквивалентную должности посла.
На всеобщих выборах на Фиджи 6-13 мая 2006 года он был избран в Национальное собрание от коммунального округа Ротума, и был впоследствии назначен в состав кабинета в качестве государственного министра по делам иммиграции и бывших военнослужащих. Его политическая карьера резко закончилась, когда правительство было свергнуто в результате военного переворота 5 декабря 2006 года.
12 октября 2015 года избран президентом Фиджи.

## Награды
- Офицер Ордена Фиджи (военная степень) (1997)[2]
- Военный крест (Великобритания) (1982)[2]
- Командор Национального ордена Кедра (Ливан) (1999)[2]
- Офицер Ордена «За заслуги перед Итальянской Республикой» (1997)[2]
- Медаль ЮНИФИЛ (1978)[2]